# 仁愛堂田家炳中學
仁爱堂田家炳中学（英語：Yan Oi Tong Tin Ka Ping Secondary School）是一间位于香港屯门区的津贴男女英文中学，由仁爱堂与田家炳先生于1987年创办，校训为“己立立人”。该校获中文大学教育学院遴选参与“优质学校在香港”计划，以学业、服务、体艺三方面为学校发展重点，以促进学生全人发展。

## 歷史發展

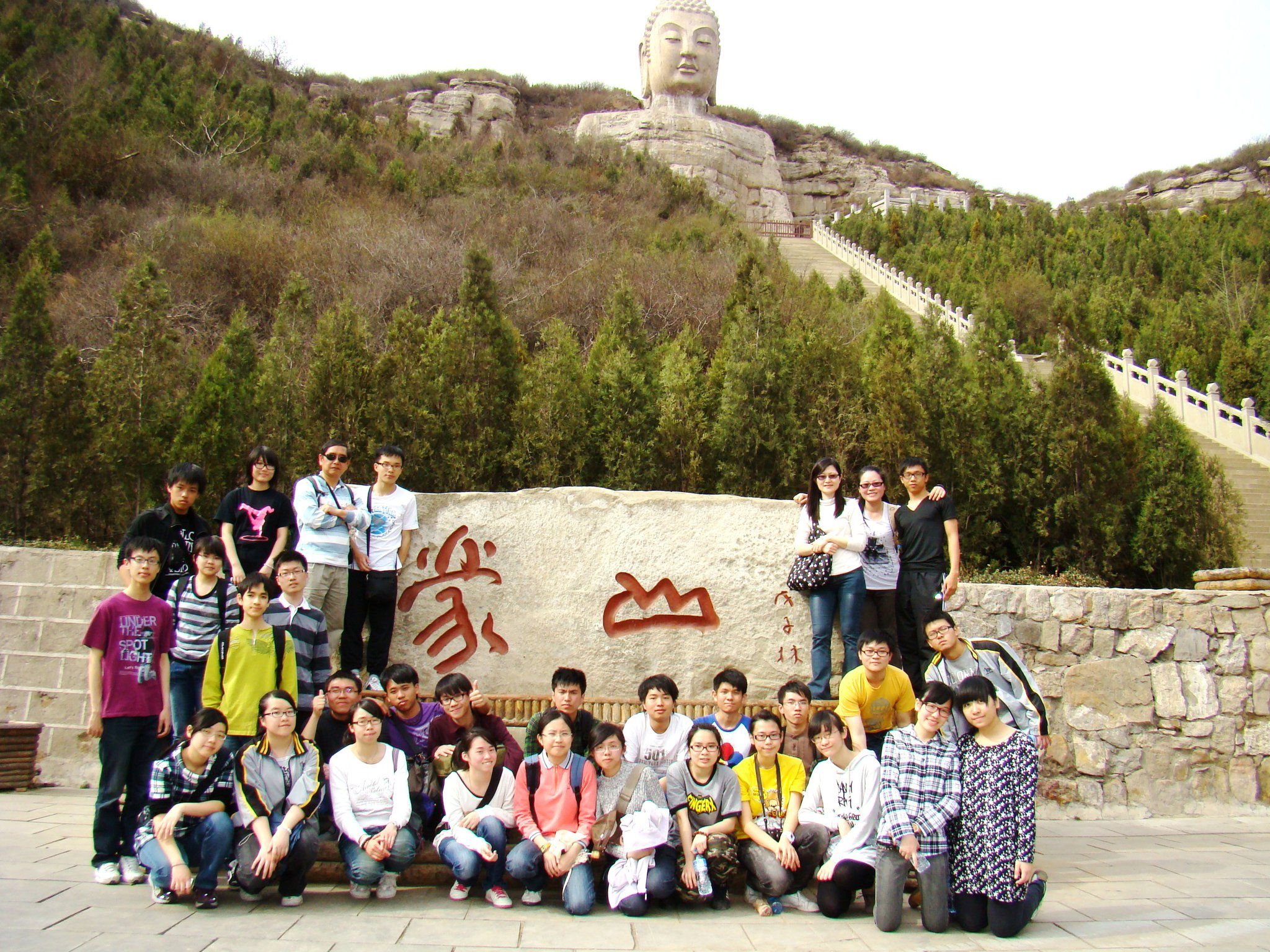
2011年4月中六級山西考察團（忻州團）於蒙山大佛前合照

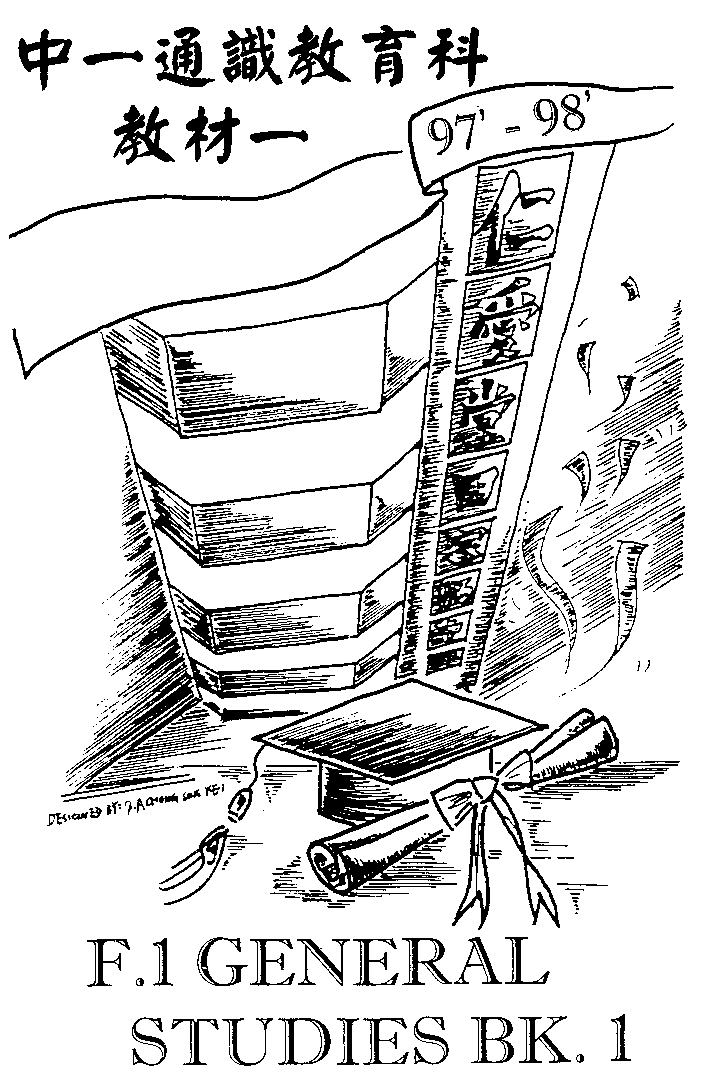
97至98年度中一級通識科教材

1987年，仁愛堂欲於屯門山景邨開辦其轄下第二所中學，原址是楊小坑村的農地。田家炳基金會協助支付了學校全部開辦費用，因此學校定名為「仁愛堂田家炳中學」（此亦為香港第一間田家炳中學）。33歲的戴希立被聘為該校第一任校長，為當時香港最年輕的校長之一。
仁愛堂田家炳中學在辦校初期，便開始組織學生到內地考察學習，為香港最早辦內地考察團的中學。並在通識教育方面為香港教育的先驅。早在開校時，該校已設公民教育科。早期，這科為每週一節，主要集中有關時事內容的分析探討，內容隨意，課程缺乏系統。翌年開始加入較多的生活教育題材，課程亦編整得較完善。1989年，經歷六四事件後，此科加強了政治內容，如民主自由，法治人權等元素。
2000年，教育署委託香港中文大學教育學院研究，仁愛堂田家炳中學為全港六所高效能學校其中一所。2001年，該校得到優質教育基金「傑出學校獎勵計劃」頒發傑出學校獎，為香港唯一一間在「校風及培育範疇」表現卓越而得獎的學校。該校得獎後，所取錄的band 1學生比率隨即升至80%。2003年，該校獲得「行政長官卓越教學獎」，表揚教師在校本課程發展的貢獻。2005年起，該校收的全為band 1級別學生。
2010年，教育局不再推行中中、英中「一刀切」政策，改為推行「微調中學教學語言」政策，規定學校可開設英文班的數量。該校獲教育局允許，開設五班英文班，在新制度下成功轉營為以英語作為主要授課語言。同年，該校獲得可持續發展基金頒發「可持續發展學校」金獎，又獲社會福利署頒發「義務社會工作服務嘉許狀」金獎。
2011年，學校參與教育局的「自願縮班計劃」，把班級由五班減至四班。同年，該校中樂團應邀參與於北京舉行之第六屆全國青少年科學藝術大會，獲最高榮譽「國星獎」，學校亦獲評為「全國青少年藝術人才培訓基地」，首次得到全國性榮譽。

## 歷任及時任校長、副校長
校長︰
| 姓名   | 任期      | 曾任／現任公職服務／身份                                                                                                   |
| ------ | --------- | --- |
| 戴希立 | 1987-2013 | 港區全國政協委員、優質教育基金督導委員會主席、教育統籌委員會成員、田家炳基金會副主席、2013至2020年仁愛堂田家炳中學獨立校董 |
| 吳潔容 | 2013-2023 | 仁愛堂田家炳中學當然教董                                                                                                   |
| 紀思輝 | 2023-     | 仁愛堂田家炳中學當然教董                                                                                                   |

副校長︰
| 姓名   | 任期      | 曾任／現任公職服務／身份                                                                         |
| ------ | --------- | ------------------------------------------------------------------------------------------------ |
| 黃志明 | 1987-2009 | 新一代文化協會主席、香港科技普及協會理事、中華文化促進中心教育委員會委員                         |
| 蔡國光 | 1987-2013 | 教育評議會主席、副主席、聯絡執委、教育評議會教育基金主席、2013至2018年仁愛堂陳黃淑芳紀念中學校長 |
| 吳潔容 | 2009-2013 | 仁愛堂田家炳中學當然教董                                                                         |
| 孔敏芳 | 2013-2024 | /                                                                                                |
| 崔慶華 | 2013-2019 | 2013至2019年為仁愛堂田家炳中學副校長                                                             |
| 李家偉 | 2019-     | 為仁愛堂田家炳中學畢業生                                                                         |
| 孫桂龍 | 2020-2023 | 2017至2021年仁愛堂田家炳中學教員校董                                                             |
| 黃慧薇 | 2020-2023 | 曾於仁愛堂田家炳中學擔任中文科老師、前香港華人基督教聯會真道書院助理校長                         |
| 李智開 | 2023-     | Physics at Work for HKDSE(2023 Edition)作者之一                                                  |

## 師資
| 學歷及專業教育文憑 | 佔全校教師人數的百份比（%） |
| 教育文憑：         | 100                         |
| 學士：             | 100                         |
| 碩士、博士或以上： | 47                          |
| 特殊教育培訓：     | 15                          |
| 年資               | 佔全校教師人數的百份比（%） |
| 0-4年              | 14                          |
| 5-9年              | 14                          |
| 10年或以上         | 72                          |

## 校舍

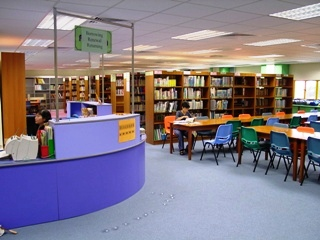
擴建後的圖書館

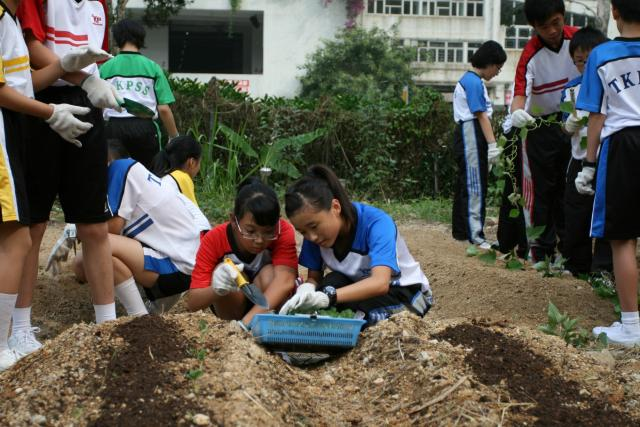
學生參與有機農圃的農耕工作

由於該校面積僅4000平方米，2005年學校開展校舍擴建工程（SIP），興建新翼大樓，擴建圖書館，新設6樓。此外，全校課室、各類教室、禮堂、圖書館、健身室、有蓋操場等亦配置了空調。而各課室亦已裝設電腦、投影機及實物投影機，供老師教學之用，由班會的資訊科技幹事（IT prefect）負責管理及協助老師應用相關設備。
校舍內的設施如下：
| 類別         | 設施及數量 |
| ------------ | --- |
| 普通教學設施 | 標準課室（25間）、小型課室（10間）、實驗室（4間）、禮堂                                                             |
| 電腦教學設施 | 電腦室（2間）、語文及文化多媒體教室、英國語文多媒體教室、通識教育中心                                               |
| 其他教學設施 | 家政室、地理室、美術室、數學室、音樂室、長者學苑室                                                                  |
| 體育休閒設施 | 排球場、籃球場、文化廣場、健身室、學生活動中心、空中花園、後花園                                                    |
| 其他設施     | 校務處、醫療室、輔導室、社工室、教員室（4間）、飯堂及小賣部、家長資源中心、圖書館、會議室、教職員休息室、歷史文化廊 |

2009年，該校獲政府批准以1元的象徵式租金，租用約2000平方米、位於輕鐵石排站的空地，用作闢建社區生態園圃。校方以唐偉強老師作為領導，負責園圃的日常運作，並鼓勵學生參與有機栽種，全方位實踐可持續發展的理念。學校亦耗費18萬元購買科學堆肥機，以配合校內的「廚餘回收計劃」，將學生制造的廚餘變成堆肥，達致自給自足。園區主要以太陽能發電，並設有健體器材發電機，讓學生透過踏單車的方式制造電力，實踐環保。然而在2013年9月30日，該地已交還政府，以興建房協資助出售房屋屋苑-翠鳴臺。

## 班級

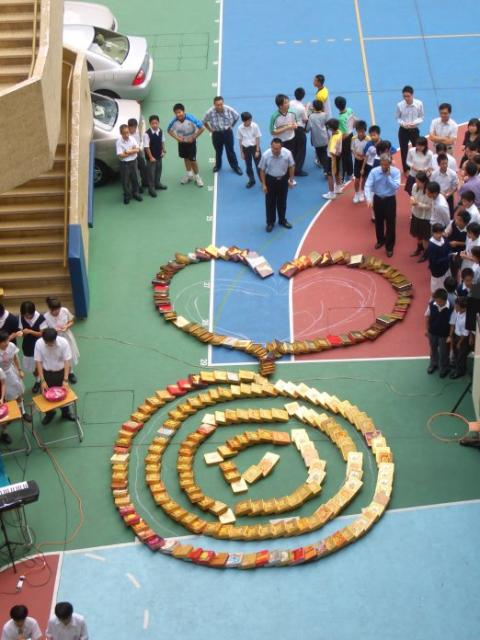
07年10月3A班以回收得來的月餅罐拼成「骨牌」

現時全校共有24班。中一4班（包含1班精英班）、中二4班（包含1班精英班）、中三4班（包含1班精英班）、中四4班、中五4班及中六4班。
3A為特別班（現已改為精英班），想進此班的學生要在中二下學期時寫自薦信，老師會按學生中二的綜合表現及選班意願編配，為每班篩選出40人。3A為「多元智能班」，其「作為中四級學生領袖早期培訓基地」，推動校內的環保風氣，舉辦各項環保活動，並負責校內回收活動。老師亦會為多元智能（MI）學生提供不同方式的教育。然而，此特别班已於2019年改為精英班，並以成績的優劣為唯一編班準則。。
該校的分班特色如下︰
1. 初中年級以混合能力編排學生分班，而部分科目（中一英文（現已取消）、中三數學）則會實行分組教學。
2. 中一英文科按學生英文能力表現稍優、中等以上、中等分組，全面實施小班教學，每組人數20至30人，唯此分組上課已於2019-2020年度取消。
3. 中三數學科3C、3D分兩班，亦按學生上一學年數學科表現，重組分班（稍優或中等）上課。[20]。

## 科目
中一、二︰
- 以中文為教學語言 - 中國語文、中國歷史、普通話、視覺藝術、體育、音樂、家政、綜合人文（公民教育及個人成長）
- 以英文為教學語言 - 英國語文、綜合科學、數學、資訊及通訊科技、綜合人文（包括經濟、歷史與地理單元）

中三︰
- 以中文為教學語言 - 中國語文、中國歷史、視覺藝術、體育、家政
- 以英文為教學語言 - 英國語文、物理、化學、生物、數學、資訊及通訊科技、音樂、生活與社會（「企業、會計及財務概論」及經濟）、歷史、地理

新高中（三三四學制）中四至中六︰
- 以中文為教學語言 - 中國語文、中國歷史、中國文學、公民與社會發展、視覺藝術、體育、文化與藝術、旅遊與款待
- 以英文為教學語言 - 英國語文、數學（包括M2）、物理、化學、生物、「企業、會計及財務概論」、地理、經濟、歷史、資訊及通訊科技[21]

詳細科目選擇如下︰
| 核心科目 | 中學文憑試學科 | 中國語文、英國語文、數學（M）、公民與社會發展                                    |                                                                                  |
| 核心科目 | 其他學習經歷   | 體育、班主任課／德育及成長課                                                     |                                                                                  |
| 選修科目 | 中學文憑試學科 | 選項1︰中國歷史／化學(兩組)／生物／視覺藝術/ 旅遊與款待                          |                                                                                  |
| 選修科目 | 中學文憑試學科 | 選項2︰中國文學／世界歷史／生物／物理／企業、會計及財務概論                      |                                                                                  |
| 選修科目 | 中學文憑試學科 | 選項3︰資訊及通訊科技／化學／經濟／地理／中國歷史                                |                                                                                  |
| 選修科目 | 中學文憑試學科 | 數學︰M2                                                                         |                                                                                  |
| 選修科目 | 其他學習經歷   | 德育及公民教育、體藝、社會服務、生涯教育、領袖訓練、班組、學會、社活動、國民教育 | 德育及公民教育、體藝、社會服務、生涯教育、領袖訓練、班組、學會、社活動、國民教育 |

4A/5A/6A為M2班，學生需在選科表上選擇3X+M2才能進入，而其他有修讀M2而不是3X+M2的學生則會進入餘下的班別，因此各班科目的分佈如下︰
|          | A                      | B                      | C                      | D                      |
| 核心科目 | 中國語文               | 中國語文               | 中國語文               | 中國語文               |
| 核心科目 | 英國語文               |                        |                        |                        |
| 核心科目 | 數學(M)                |                        |                        |                        |
| 核心科目 | 公民與社會發展         |                        |                        |                        |
| 選修科目 | 選修科目（X）(Block 1) | 選修科目（X）(Block 1) | 選修科目（X）(Block 1) | 選修科目（X）(Block 1) |
| 選修科目 | 選修科目（X）(Block 2) |                        |                        |                        |
| 選修科目 | 選修科目（X）(Block 3) |                        |                        |                        |
| 選修科目 | M + M2                 | M / M + M2             | M / M + M2             | M / M + M2             |

## 通識教育

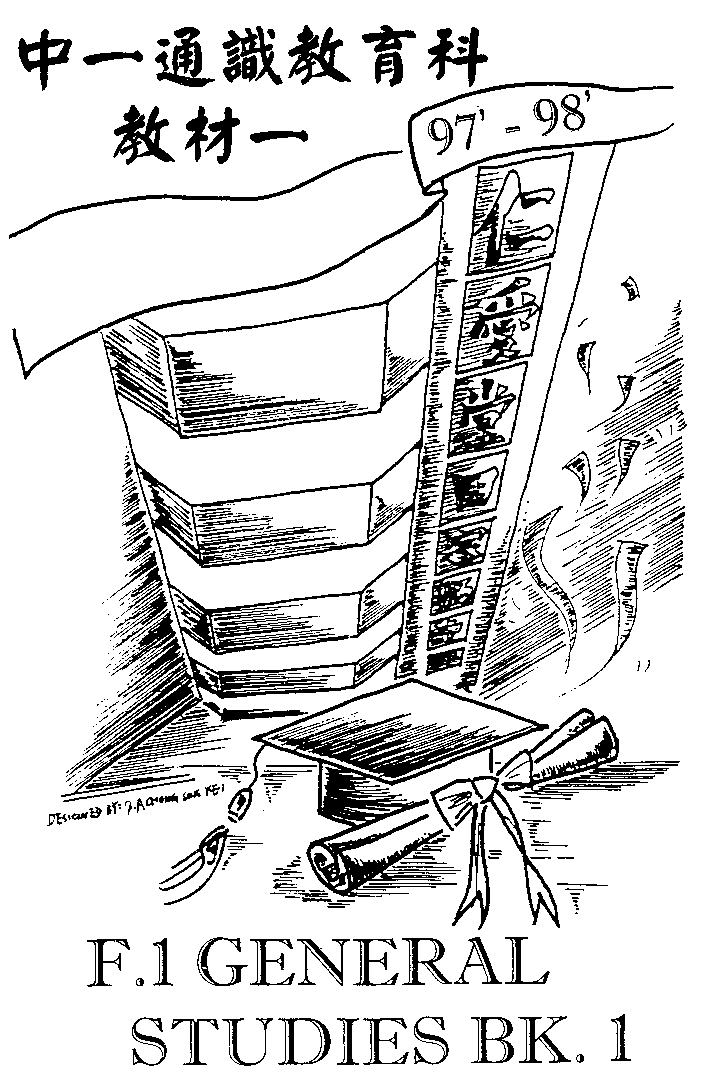
97至98年度中一級通識科教材

該校在通識教育方面為香港教育的先驅。早在開校時，該校已設公民教育科。早期，這科為每週一節，主要集中有關時事內容的分析探討，內容隨意，課程缺乏系統。翌年開始加入較多的生活教育題材，課程亦編整得較完善。1989年，經歷六四事件後，此科加強了政治內容，如民主自由，法治人權等元素。
由於課程內容增加，公民教育課只有每週一課並不足夠，於是在1990年，該校正式將公民教育科及經濟及公共事務科合併，增加了公民教育的課堂時間。隨後此科進行了較大膽的創新，並確立特色，如在考試中加入時事問答題，加入口頭報告的平時考核，進行分組習作。到1994年6月期末考試，該校首次推出開卷試的考核形式，並初步確立了評核學生學習表現的三元模式：普通試、開卷試和平時分。
1994年開學，該校決定正式在中一級開辦通識教育科，將公民教育、歷史及地理三科合併，擴展至每循環週六堂。一來訓練學生的思考分析能力，二來因為三科的內容以至教學目標存在不少的共通性，透過三科的整合可完善在初中社會科目的課程。1995年通識教育科擴展至中二。
其後該校亦於中六開辦香港高級程度會考的通識教育科。
2006年，公民時事學會成立，為了鼓勵同學多關注時事，該學會於每學年舉行多次時事擂台，給中一至中三學生參加。中一至中二級通識教育科每月進行時事測驗，每班最高分將會參與初賽；中三級則由各班班會選出參賽者。初賽中最高分的5名同學可獲得參與該月時事擂台的機會；時事擂台於禮堂早會時進行，比賽中得最高分的同學則可在時事擂台盾刻上班別、姓名。歷計最高分的5班將可參與7月舉行的時事擂台終極賽，選出該年度的時事王。
2008年，公民時事學會併入關懷社會小組（簡稱「關社組」），時事擂台則改由關社組與德育及公民教育組合辦。

## 學會及學生組織
學校自成立以來，已在老師協助下創立了不少學會及學生組織，供同學參與。現時仍存的學會、組織如下︰
| 類別     | 學會名稱 |
| -------- | --- |
| 服務類   | 圖書館學會、領袖生會、BBS (Big Brothers and Sisters)、長者學苑課程統籌、義工小組、關懷社會小組、學生領袖青苗、生涯大使、陽光大使、團契小組                                                                                         |
| 興趣類   | 閱讀學會、動漫學會（日本文化研究學會）、戲劇學會、Dance Club、棋藝學會（現今改名為桌上遊戲學會）、校園攝錄學會、學生電台、家政學會、美術與設計學會、文化及潮流學會、電腦學會、天文學會、園藝小組、音樂學會、合唱團、中樂團、管樂團 |
| 學術類   | 中國歷史學會、中國文化學會、國際文化學會、英文學會、數學學會、科學學會、通識教育學會、經濟及財務學會、地理學會、普通話學會 |
| 制服團體 | 童軍、女童軍 |

每年學校均設立學生代表會，代表會由每班代表、學生組織代表18人、學生會會長、內務副會長及秘書組成，收集及反映全校同學對學習環境、學風、校規等各方的意見。而學生代表會將投票選出7位成員，作為學生會選舉及諮詢委員會（SUEAC）委員。選諮會則負責籌辦主持學生會諮詢或問答大會，收集學生對學生會的意見，並舉辦來屆的學生會選舉，確保兩屆學生會能順利過渡。2011年9月，因該屆學生會候選內閣競爭激烈，學生之間甚至為此發生罵戰，選諮會亦收到不少投訴，選舉後老師出面解畫而平息事件。
有意參選的學生需在暑假或之前自行組閣，在開學後半個月內進行宣傳活動，學生會選舉則在9月中進行。校內只有學生擁有選舉權，校長及老師不可投票，亦必須保持中立。若有多於1個內閣，學生將投票選出心儀內閣，得票最多者當選。若該屆只有1個內閣，則投票支持或反對該內閣當選，如反對票較多，該屆將無學生會，改由選諮會舉辦年度活動及維持有限度服務。
內閣必須有以下職位︰
1. 會長
2. 內務副會長
3. 外務副會長
4. 秘書
5. 財政
6. 福利幹事
7. 活動幹事
8. 宣傳幹事

當選學生會的職責有三︰
1. 維持學生會櫃位運作，提供文具、必需品售賣，以及球類、棋類租借服務
2. 主辦年度活動，如陸運會、社際比賽，並舉行若干特色活動
3. 本著互助合作及共同負責之精神，協助處理學校校務

此外，學生會每年均會舉辦領袖訓練營，與各學會、組織、四社的領袖舉行歷奇活動，培養領導才能及團結精神。

## 社際活動
校方把學生分為紅、黃、藍、綠四社，在學生入學時隨機抽選，入學後學生即不准轉社。
四社活動中，最重要的賽事為每年一度、歷時兩天的陸運會（英文本稱Sports Day，2010年改為Athletic Meet）。陸運會共分為田、徑二類，學生再多只可報三項賽事，而三項中必須是兩田、一徑，或兩徑、一田的組合。賽事分男甲、男乙、男丙、女甲、女乙、女丙，按學生的性別及年齡而制定。田、徑的賽事種類如下︰
| 類別 | 賽事 |
| ---- | --- |
| 田   | 跳高、跳遠、鉛球、鐵餅、三級跳（僅限男甲、男乙）、標槍                                                                 |
| 徑   | 60米（僅限女丙）、100米、200米、400米、800米、1500米（女丙除外）、100米欄（僅限男乙、女甲、女乙）、110米欄（僅限男甲） |

除個人項目外，賽事還設社際4X100及4X400接力賽，以及班際4X100接力賽。陸運會的尾聲則是各社啦啦隊表演及頒獎的時間。
自1996年起，校方每年均會邀請體育界人士出席陸運會，例如2003年曾邀請香港單車運動員黃金寶出席，2005年曾邀請中國跳水運動員伏明霞出席。

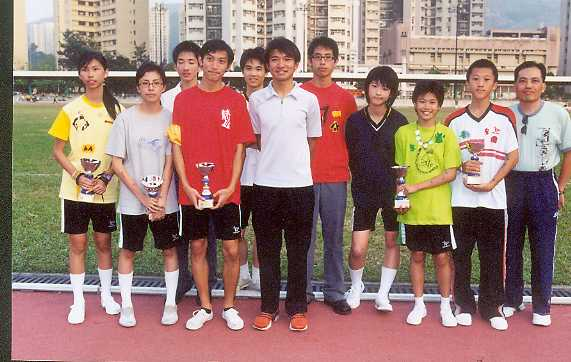
2003年黃金寶與同學拍照留念
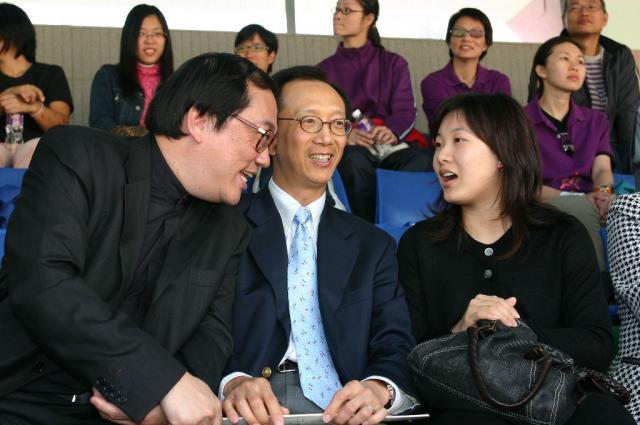
2005年伏明霞和梁錦松出席陸運會

而在1998至2004年間，校方每年邀請屈臣氏田徑隊在陸運會作現身示範。
2009年，由於香港東亞運動會舉行在即，校方向籌辦委員會借用火炬，並在2060米歡樂長跑前，進行火炬傳送。每班派出一個代表，加上學生會主席及校長、老師，手執聖火跑100米而進行交接，象徵薪火相傳。
2011年，為慶祝25週年校慶，校方邀請公民足球隊在陸運會決賽當日與師生足球隊進行一場友誼賽。
除了陸運會，四社亦會舉辦各項社際比賽，如社際羽毛球比賽、社際排球比賽。2011年，為了讓不擅於運動的人亦得以參與四社活動，特舉辦社際學術比賽，讓不同才能者可發揮所長。

## 一生一體藝
學校為了培養學生對體藝的終生興趣及欣賞能力，豐富他們的生活質素，鼓勵同學參與體藝班，並邀請校外老師到校教授體藝課程。課程種類繁多，見下表︰
| 體   | 球類 | 足毽班、壁球班/隊、乒乓球班/隊、羽毛球班/隊、足球隊(甲、乙、丙組)、男子籃球隊(甲、乙、丙組)、女子、男子排球隊(甲、乙、丙組))、保齡球班、高爾夫球班、草地滾球班 |
| 體   | 舞蹈 | 拉丁舞班、爵士舞班、中國舞班 |
| 體   | 其他 | 跆拳道班、彈網班/隊、劍擊班、射箭班、氣槍實用射擊班、健體班 |
| 藝   | 音樂 | 中樂︰中阮班、古箏班、笛子班、揚琴班、二胡班 |
| 藝   | 音樂 | 西樂︰長笛班、小提琴班、色士風班、單簧管班、敲擊樂班、銅管樂班、豎琴班                                                                                         |
| 藝   | 音樂 | 其他︰無伴奏合唱班 |
| 藝   | 藝術 | 漫畫學堂、陶藝拉坯班、橋牌班 |
| 其他 | 數學 | 數學解難班 |
| 其他 | STEM | 智能避障車、電腦程式入門班 |
| 其他 | 語言 | 日文班、韓文班 |

## 首倡國內文化考察

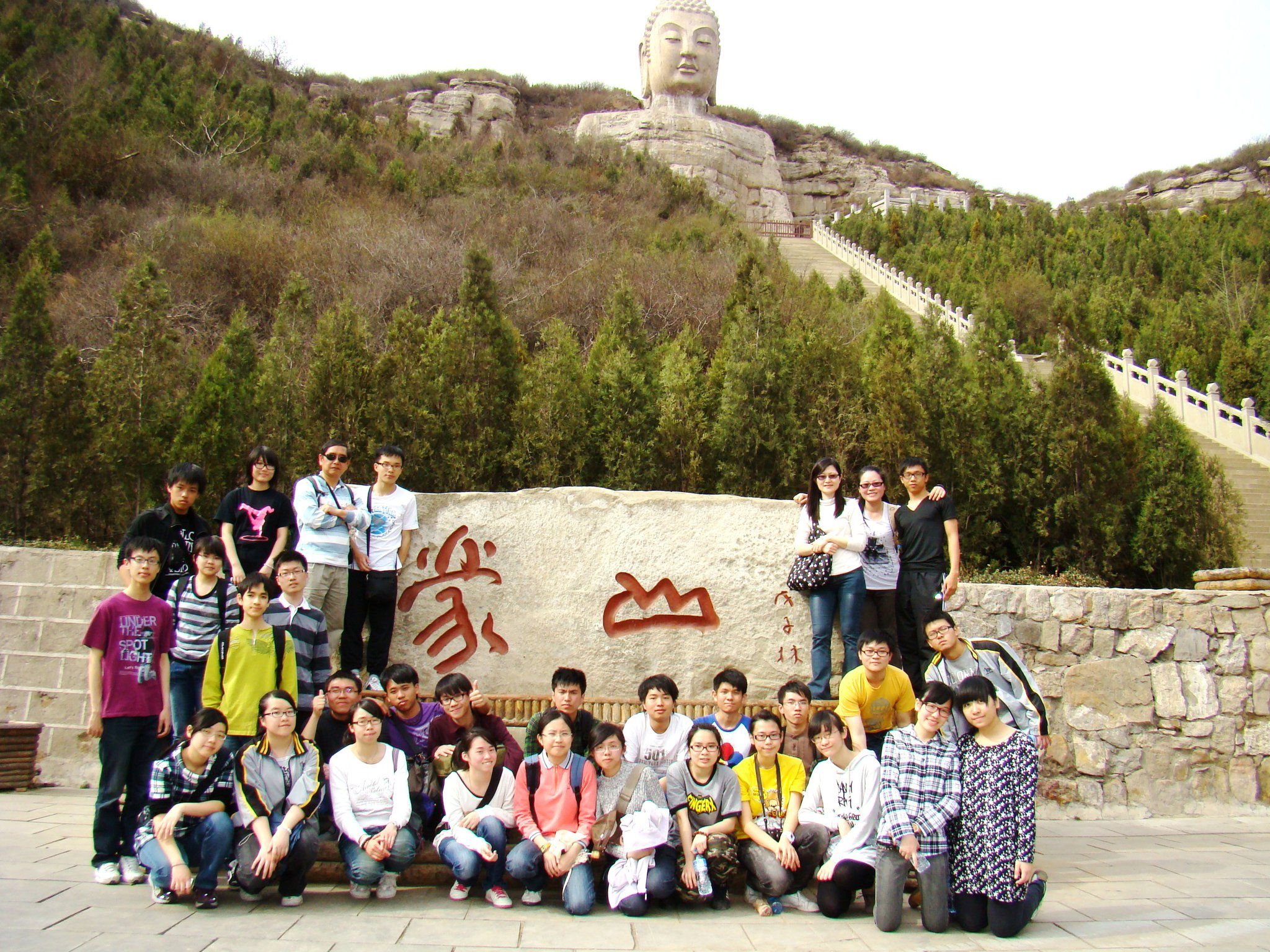
2011年4月中六級山西考察團（忻州團）於蒙山大佛前合照

仁愛堂田家炳中學在辦校初期，便開始組織學生到內地考察學習，為香港最早辦內地考察團的中學。據統計，由1991年開始，至2011年，由校內自行規劃，直接聯繫內地單位、組織學生考察的活動，合計39團次。考察團早期由初中公民教育科、中三級中國歷史科策劃，範圍多於廣東省內，以認識珠三角經濟及鴉片戰爭歷史為主題。
1997年後，考察活動開始跨出省外，遠至南京、上海、西安、北京，以至新疆，並確定以中三及中六兩個年級為主體。中六全級的考察團，則擴充為3至4天。因為學生人數眾多，中三級每年有80人參與考察，校方會把學生分為兩團，讓兩團於同一市內不同縣區進行考察。中六級60人，亦會拆分為2或3團，在同一省內不同市縣活動。這兩級的考察活動亦多得到青年事務委員會資助。
隨後，中三及中六級的考察學習成了學校年度活動，中三3天，中六7天，屬於校歷表上課日編定的項目。中六級考察研習的評核紀錄，亦附載列於學生成績表內，而考察報告及表現亦會佔學生第二次考試成績的5%。此外，該校亦會舉辦一些不定期的考察活動，如2010年針對上海舉行世界博覽會，於7月進行世博考察團。
2011年，最後一屆舊制中六生到山西進行文化考察後，在教育制度改變的情況下，該校遂舉辦中四、五級文化考察，由中四、五學生自行成組報名，撰寫計劃書，並交由老師審核和批閱。老師則以計劃的可行性和創新性，選出表現較佳的組別參與文化考察。文化考察亦將計算於學生的「其他學習經歷」裡。

## 知名校友
- 游學修：香港導演、演員、Youtube Channel 試當真創辦人
- 吳肇軒：香港演員
- 劉振鈞：香港科技大學生命科學學系副教授
- 陳嘉威：香港科技大學計算機科學學系畢業生
- 趙勵勇：前甲一組太平洋籃球員，現任校方籃球隊教練
- 許智峯：曾任香港中西區區議會中環選區議員，前香港香港島選區立法會議員，目前因棄保潛逃被香港警方通緝。
- 陳柏熹：香港足球運動員
- 馬景華：香港意見領袖，已入選《#後生仔傾吓偈》KOL陣容
- 黃紫恩：TVB藝人
- 黃穎隆：舞蹈員，曾以藝名「和味隆」參加全民造星2
- 黎悅知：新型公關公司創辦人、香港傑出學生
- 羅亮添：香港三項鐵人代表，於2018年印尼雅加達亞洲運動會勇奪三項鐵人混合接力賽銅牌
- 胡樂雋：香港場地單車代表，於2014年11月勝出有線香港國際場地盃男子一公里個人計時賽
- 廖啟森：香港體育舞蹈代表隊隊員
- 廖雲軒：香港體育舞蹈代表隊隊員，廖啟森之妹
- 薛可正：香港網絡作家、導演

## 爭議

### 反送中活動
反送中活動中，仁愛堂田家炳中學老師被指多次打壓學生，包括禁口號，安排一日6節「輔導」課堂給各級同學，及把自決罷課同學安排於圖書館自修。
校內一名老師在校內處理坊眾投訴學生多日在校內高叫「光復香港 時代革命」口號聲浪滋擾時，被指打壓學生。該教師指出參與破壞的滋事分子是「暴徒」，而且質問學生「你係咪撐（暴徒）？」學生於蘋果日報投稿指教師高聲喝罵及威嚇學生不得再在校內叫口號，令在場的高中學生受驚啜泣。該老師事後被暫時「休假」，其後以校方與該班學生進行內部會議，期間以錄音形式播放該老師的留言。其後亦有社工和該班學生進行會談。
該老師休假完畢後，又在上課期間涉嫌因一名女學生不懂做數學題而多次敲打其頭部，令該學生受驚，午膳時一邊吃飯一邊飲泣。
此外，另有一名老師於2019年6月14日及16日在學校互聯網發出全校公開信表示支持《逃犯修訂條例》，兩封信令很多同學感到不安，令人覺得老師能夠公開表達立場，而同學卻不可以。

## 外部連結
- 仁愛堂田家炳中學（页面存档备份，存于）
- 仁愛堂田家炳中學校友會（页面存档备份，存于）
- 仁愛堂田家炳中學家長教師會（页面存档备份，存于）
- 仁愛堂田家炳中學德育及公民教育組
- 仁愛堂田家炳中學課外活動組（页面存档备份，存于）
- 仁愛堂田家炳中學學生訓導組[永久]